# فران ماشادو
فران ماشادو (بالإسبانية: Fran Machado)‏ (29 مارس 1984 بأرميا في إسبانيا - ) هو لاعب كرة قدم إسباني في مركز الوسط. لعب مع ريال خاين ونادي ألكويانو ونادي إلتشي ونادي قادش وVillajoyosa CF ‏.

## روابط خارجية
- فران ماشادو على موقع قاعدة بيانات كرة القدم.إي يو (الإنجليزية)
- فران ماشادو على موقع Soccerway.com (الإنجليزية)
- فران ماشادو على موقع AS.com (الإسبانية)